# Reersø Sogn
Reersø Sogn (bis 1. Oktober 2010: Reersø Kirkedistrikt  (dt.: Kirchenbezirk) im Kirke Helsinge Sogn) ist eine Kirchspielsgemeinde (dän.: Sogn) auf der dänischen Insel Seeland. Bis zum 1. Oktober 2010 war sie lediglich ein Kirchenbezirk im Kirke Helsinge Sogn. Als zu diesem Termin sämtliche Kirchenbezirke Dänemarks aufgelöst wurden, wurde sie ein selbständiges Sogn.

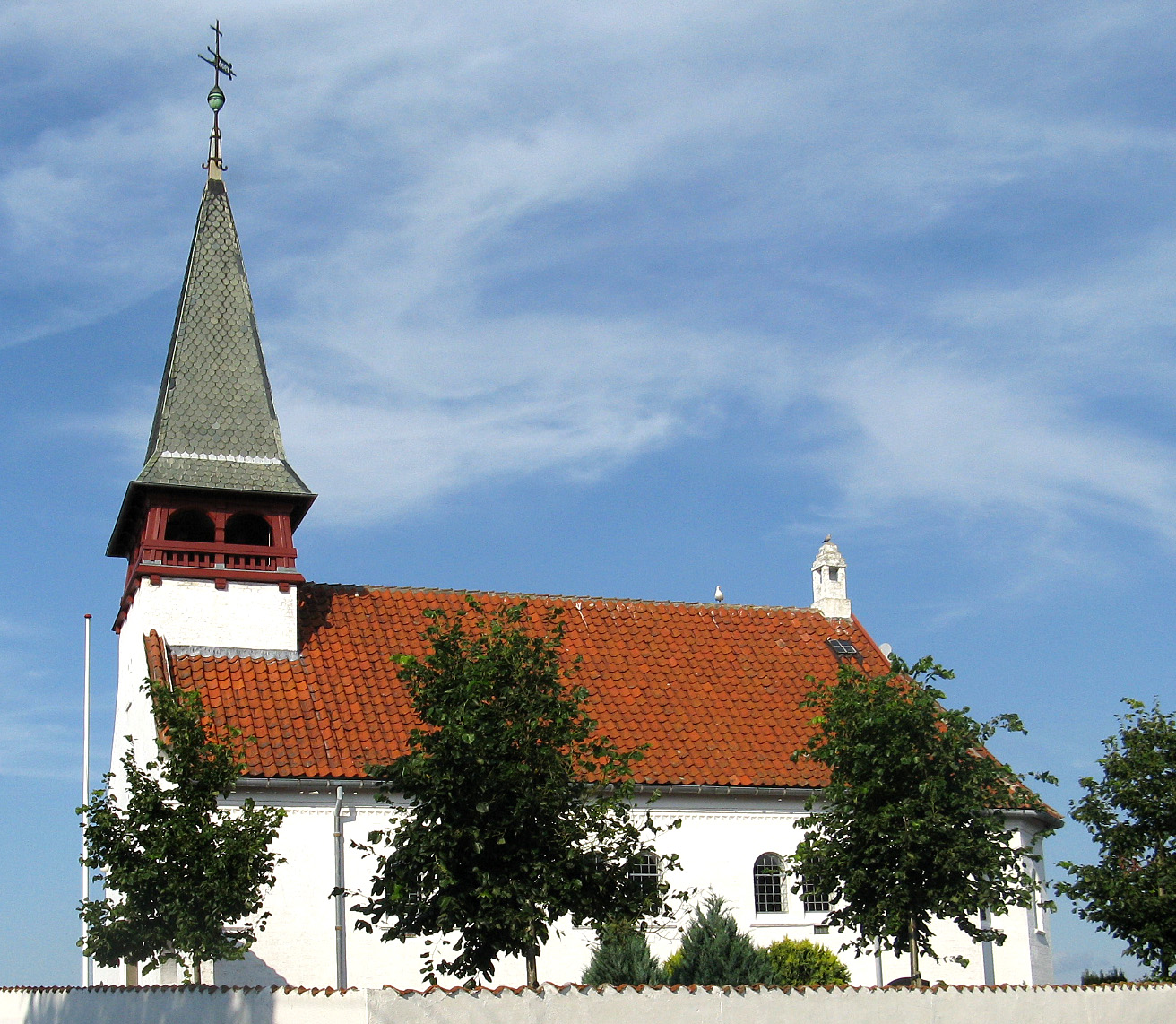
Reersø Kirke

Am 1. Januar 2023 lebten im Kirchspiel 615 Einwohner, davon 519 im Kirchort Reersø. Die „Reersø Kirke“ liegt auf dem Gebiet der Gemeinde.
Einzige Nachbargemeinde ist im Osten Kirke Helsinge Sogn, in den anderen Himmelsrichtungen grenzt das Kirchspiel an die Ostsee.

## Geschichte
Bis 1970 gehörte Kirke Helsinge Sogn zur Harde Løve Herred im damaligen Holbæk Amt, danach zur Gørlev Kommune im Vestsjællands Amt, die wiederum im Zuge der  Kommunalreform zum 1. Januar 2007 in der Kalundborg Kommune in der Region Syddanmark aufgegangen ist.